# Foreign Object Damage
Foreign Object Damage (FOD Damage) (engl.: Beschädigung durch Fremdkörper) wird die Beschädigung eines Flugzeugs durch Fremdobjekte (ausgenommen andere Flugzeuge) genannt. Dies umfasst von der Start-/Landebahn stammende Fremdkörper (insbesondere das Einsaugen von Teilen in Flugzeugtriebwerke auch auf Parkpositionen beim Anlassen der Triebwerke), Vogelschlag und Hagel. Nicht als Foreign Object Damage zählt eine Beschädigung durch Lenkwaffen, Vereisungen an Flügeln und Triebwerksversagen infolge von angesaugtem Sand.
Die frühere Definition von FOD als Foreign Object Damage wurde durch eine Definition von FOD ersetzt, die „Foreign Object Debris“ (Fremdkörper und Trümmerteile) bedeutet. Diese Änderung wurde durch die jüngsten Rundschreiben der US-Bundesbehörde FAA mit den Bezeichnungen „FAA A/C 150/5220-24 Airport Foreign Object Debris (FOD) Detection Equipment“ (2009) und „FAA A/C 150/5210-24 Airport Foreign Object Debris (FOD) Management“ (2009) bekanntgegeben. Eurocontrol, ECAC und die ICAO haben diese Definition übernommen.
Der Philosophie: „Man kann Trümmer ohne Schäden haben, aber niemals Schäden ohne Trümmer“ folgend arbeiten die FOD-Präventionssysteme, indem sie Trümmer und nicht Schäden erkennen und analysieren. FOD bezieht sich daher von nun an auf Trümmer, während Schäden als „FOD damage“ bezeichnet werden.

## Ursachen für Foreign Object Damage

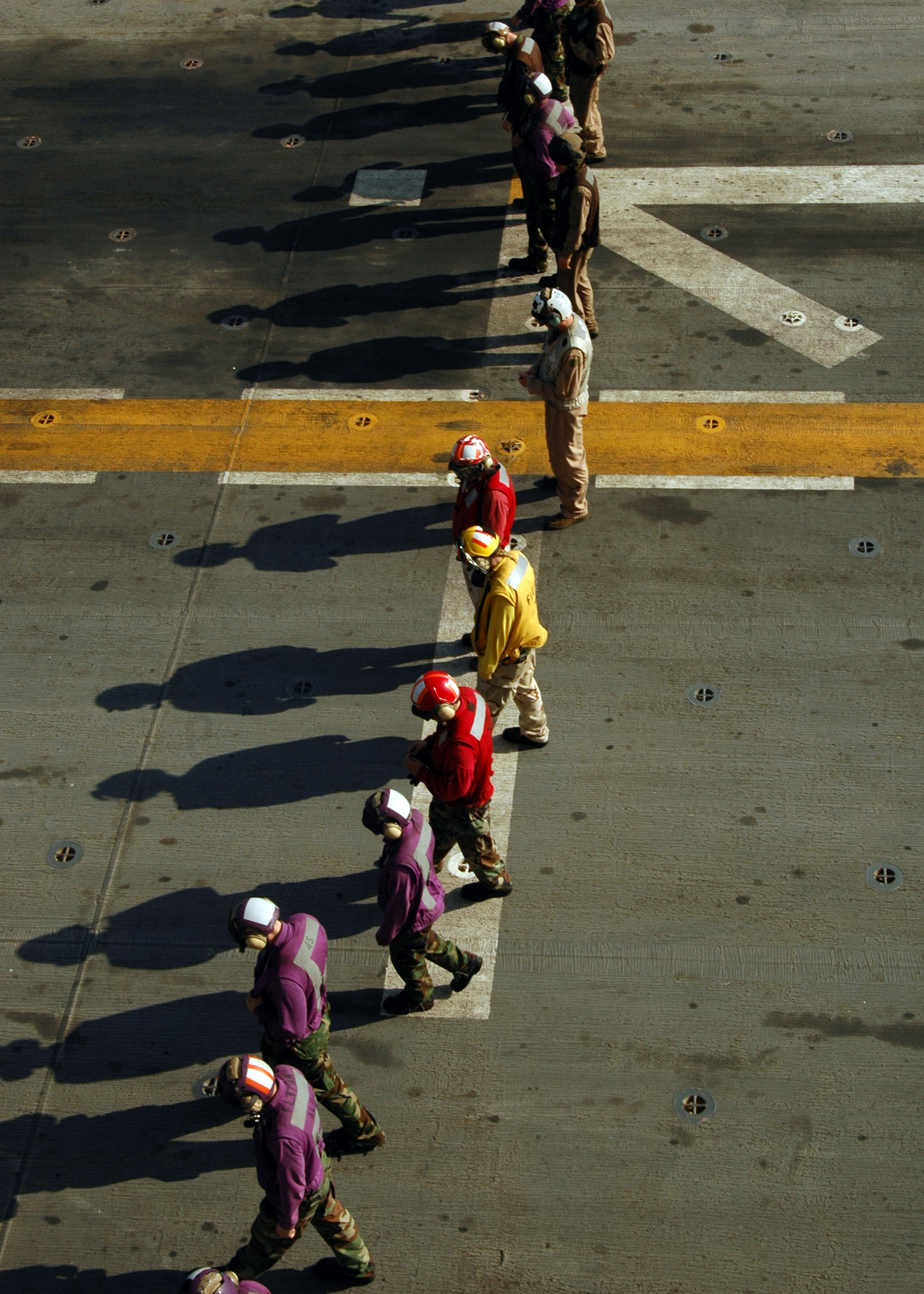
FOD Walk auf dem Flugdeck eines Flugzeugträgers, 2009

Hauptursachen für Foreign Object Damage sind heutzutage hohe Geschwindigkeiten, die Größe moderner Triebwerke und die dadurch bewegten Luftmassen. Bei Strahltriebwerken, die zum Antrieb von Düsenflugzeugen Verwendung finden, werden bereits vor dem Start sehr große Luftmengen zur Erzeugung eines Vorwärtsschubes eingesaugt. Die in diesem Zusammenhang entstehende Sogwirkung des Triebwerks birgt die Gefahr, dass sogar sehr große Fremdteile mit dem Luftstrom in das Triebwerk gelangen und dort zu Beschädigungen führen können. Daher ist auf Flughäfen oder Flugzeugträgern eine sorgfältige und regelmäßige Bahnkontrolle wichtig. Im militärischen Bereich werden dazu auch FOD walks durchgeführt, Flughafenbetreiber wie in Frankfurt lassen diese Aufgabe von der Vorfeldkontrolle durchführen.
Ein Spezialfall ist der Vogelschlag, also die Kollision eines Vogels mit dem Flugzeug (z. B. dem Glas des Cockpitfensters) oder seinen Triebwerken, die erhebliche Schäden und damit die Gefährdung von Personen zur Folge haben kann.

## Maßnahmen gegen Foreign Object Damage
Da das Problem im Flugverkehr allgegenwärtig ist, werden vielfältige Maßnahmen gegen Foreign Object Damage getroffen:
- regelmäßige Kontrolle der Start- und Landebahnen auf Fremdkörper während des Flugbetriebs
- Kontrolle der Parkposition vor der Landung der Maschine durch das Abfertigungspersonal (v. a. Ramp Agent)
- Schaffung einer für Vögel nicht attraktiven Zone um Start- und Landebahnen
- Wetterradar mit Hagelerkennung
- Kontrolle auf Vollständigkeit des Werkzeugs und der persönlichen Gegenstände vor und nach der Arbeit in einem sensiblen Bereich
- technische Maßnahmen, z. B. Anordnung der Triebwerke oberhalb der Tragfläche (wie bei der VFW 614 und Fairchild-Republic A-10), und Triebwerksformen, die das Einsaugen von Fremdkörpern erschweren

## Foreign Object Debris
Der Abkürzung FOD wird insbesondere im Bereich der Seestreitkräfte auch für die herumliegenden Fremdkörper selbst benutzt, wobei das „D“ in diesem Fall für debris (engl.: Bruchstück, Schutt, Fremdkörper) steht: Foreign Object Debris.

## Beispiele
Beim Design des Airbus A380 wurde die Gefahr von FOD berücksichtigt: Nur die inneren Triebwerke sind mit einer Schubumkehrfunktion ausgestattet. Aufgrund der großen Flügelspannweite bestünde sonst bei verhältnismäßig schmalen Pisten die Gefahr des Aufwirbelns und Ansaugens von Schmutz.
Bei der Kollision eines Fallschirmspringers mit einem Flugzeug 1980 wurde der Sportler tödlich verletzt, dabei spricht man nicht von FOD.
Ein tragisches Beispiel für FOD ist hingegen der Absturz einer Concorde am 25. Juli 2000 kurz nach dem Start in Paris (Air-France-Flug 4590), der durch ein auf der Startbahn befindliches Metallteil einer kurz vorher gestarteten DC-10 ausgelöst wurde.